# Баліаррайн
Баліаррайн (баск. Baliarrain, ісп. Baliarrain) — муніципалітет в Іспанії, у складі автономної спільноти Країна Басків, у провінції Гіпускоа. Населення — 110 осіб (2009).
Муніципалітет розташований на відстані близько 320 км на північний схід від Мадрида, 30 км на південь від Сан-Себастьяна.

## Демографія
Динаміка населення (INE ):

## Галерея зображень

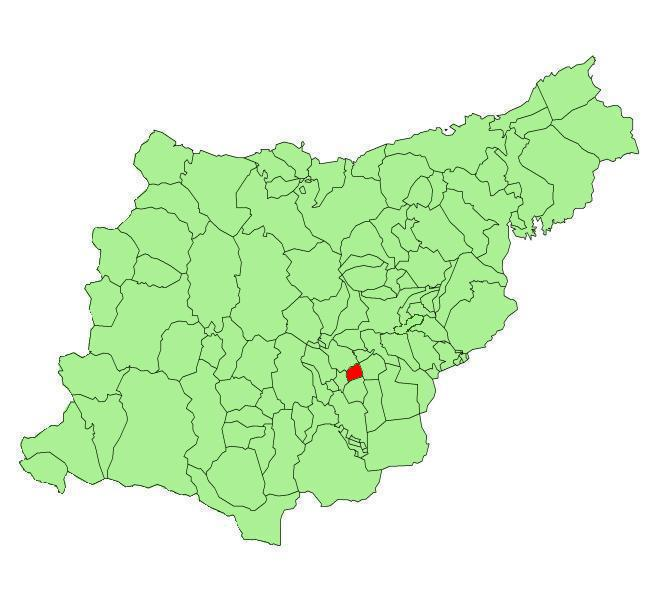
Розташування муніципалітету